# JKP GRAS Sarajevo

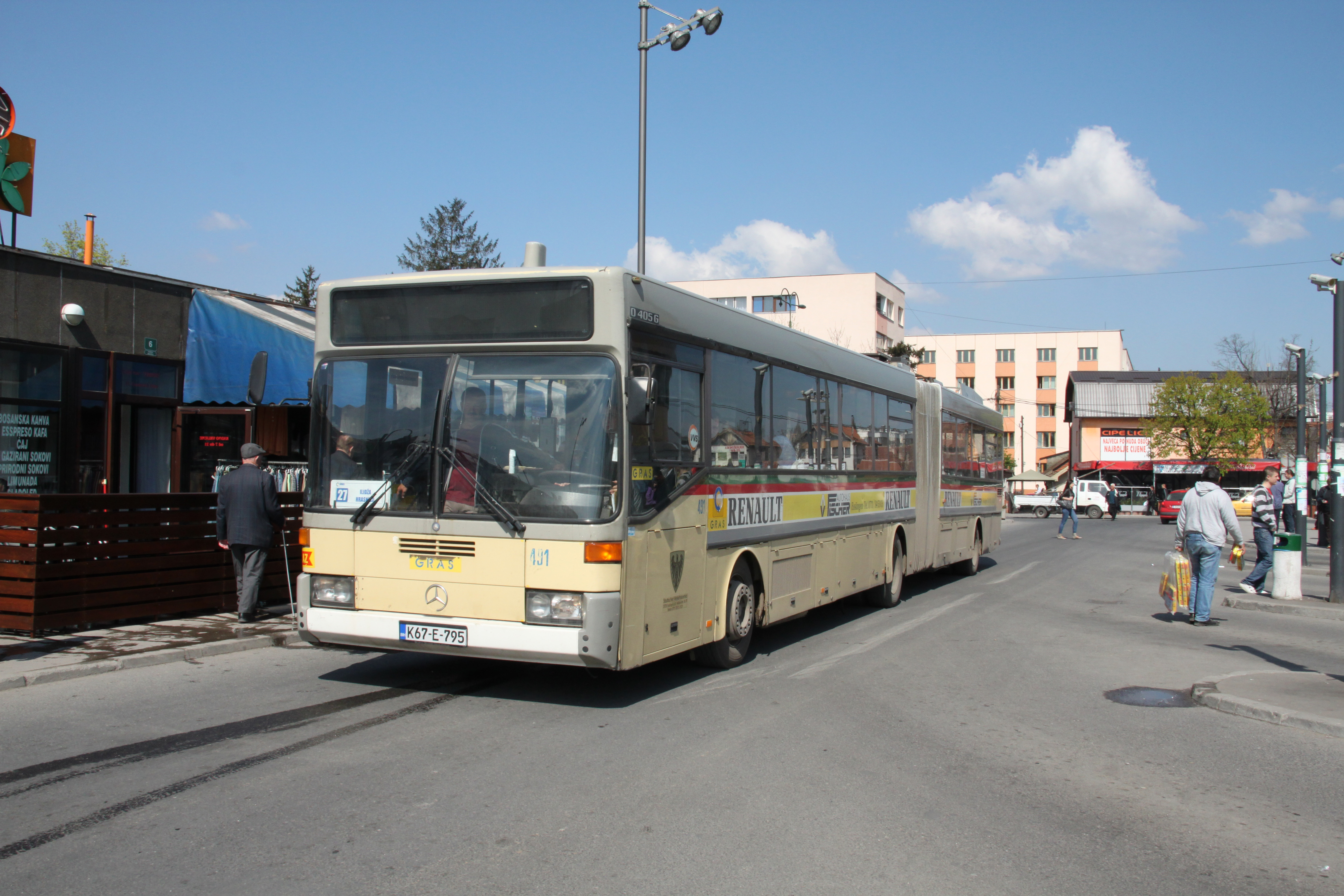
Mercedes-Benz O405 GTD, бывший эсслингенский троллейбус и дизельный автобус

JKP GRAS Sarajevo (босн. Javno komunalno preduzeće – Gradski saobraćaj Sarajevo) — муниципальная транспортная компания, работающая в боснийской столице Сараево. Ей принадлежат трамвайные сети города, его троллейбусный парк и несколько автобусных линий. До 1992 года компания выступала как оператор общественного транспорта в районе нынешнего Источно-Сараево (Восточного Сараево), её работа была прервана войной и после образования Боснии и Герцеговине не восстановилась. В дополнении к основной деятельности в сфере общественного транспорта, фирма также предоставляет и инспекционные услуги, а кроме того — владеет собственным туристическим агентством и автомобильной школой.

## История и развитие

### Австро-Венгрия
С установление австро-венгерской власти в Боснии и Герцеговине началось инвестирование в инфраструктуру региона, а также — в общественный транспорт его столицы, Сараево. 28 августа 1884 в городе началось строительство так называемой «конки» (конного трамвая), в результате чего Сараево стал первым городом в Центральной Европе с трамвайным движением. В 1885 году была основана и компания общественного транспорта. Первый кучером-водителем в городе был Йохан Ханк, а ширина колеи составлял 760 мм.
Десять лет спустя, в 1895 году, в городе появился и современный (электрический) трамвай. Для его организации городские власти заказали строительство серии небольшие тепловые электростанций, которые должны были питать уличные фонари и трамваи. 1 мая 1895 года состоялся первый пробный пуск состава: от железнодорожного вокзала к Латинскому мосту (Latinska ćuprija).

### Югославия
В Социалистической Федеративной Республики Югославия (СФРЮ), JKP GRAS Sarajevo начала действовать уже в качестве муниципальной компании и стала ответственна за целый ряд инноваций в общественном транспорте столицы Социалистической Республики Боснии и Герцеговины.
В 1948 году в Сараево появился автобус. Пять лет спустя, автобусная и трамвайная компании были объединены в единую структуру «GSP». В связи с увеличением пассажиропотока местные специалисты создали трамвай по собственному проекту: он совершил свой пробный пробег в 1964 году, на День Республики.
В преддверии зимних Олимпийских игр 1984 года в городе появился новый вид общественного транспорта — троллейбус. К началу войны в Боснии и Герцеговине было семь троллейбусных линий с парком в 65-70 троллейбусов.

## Во время войны
Во время войны в Боснии и Герцеговине с 1992 по 1995 год и, особенно — во время осады Сараево — большой часть транспортной инфраструктуры компании была полностью разрушена; это значительно затормозили развитие как компании, так и городского транспорта в целом.
Во второй половине мая 1992 года трамвайные перевозки в городе были полностью прекращены; движение было восстановлено только спустя более чем 600 дней — 14 марта 1993 года. 27 ноября 1994 года снова начал работать диспетчерский центр в Ценгиче Вил — ключевой объект в управлении дорожным движением.
Автобусный парк использовался всю войну: со временем он «приспособился» к боевым условиям. Во время войны автобусы эксплуатировались всё больше: в 1994 году в городе было восемь линий с десятью автобусами, а сразу после окончания осады Сараева их число возросло до 32 и 63, соответственно. Боевые действия заметно сказались на состоянии парка: это и уничтожение большого количества автобусов и повреждения их депо, и отсутствие запасных частей, и так далее.
Троллейбусы JKP GRAS Sarajevo также понесли огромный ущерб. 6 апреля 1992 года троллейбусное движение в городе было полностью остановлено. Три года спустя, в мае 1995 года, авиабомба попала в самую ценную часть троллейбусного депо: были разрушены все ремонтные мастерские.

### После окончания войны
В 1995 году, после окончания войны, для восстановления JKP GRAS Sarajevo со всего мира стали поступать пожертвования. Первое такое пожертвование произошло в 1998 году, когда правительство Японии подарило компании сразу 50 автобусов, 15 микроавтобусов, 10 сочлененных автобусов и пять микроавтобусов, предназначенных для перевозки инвалидов — а также, оборудование, инструменты и запасные части стоимостью 12,5 млн долларов.
В ноябре 2015 года в городе в экспериментальном режиме начала свою работу электронная система оплаты проезда — в автобусах из Добрине в Ратуши. По плану, в 2017 году она должна стать регулярной.

## Финансы
GRAS Sarajevo, кроме продажи билетов и других форм доходов, финансируется за счет грантов от кантона Сараево — объём которых постоянно растет. Так, в 2000 году правительство кантона субсидировало GRAS на 8,239 млн конвертируемых марок, в то время как в 2010 году эта сумма составила уже 12,068 млн. 1999 год до сих пор остаётся единственным годом, в котором компания показала положительный операционный результат — с чистой прибылью в размере 217.537 тыс. марок.